# Lampona gosford
Lampona gosford is een spinnensoort uit de familie Lamponidae. De soort komt voor in New South Wales en Victoria.